# Força Interina de Segurança das Nações Unidas para Abyei
Força Interina de Segurança das Nações Unidas para Abyei (em inglês:  United Nations Interim Security Force for Abyei, UNISFA) é uma força de paz das Nações Unidas em Abyei, que é uma região disputada entre a República do Sudão e a recém-independente República do Sudão do Sul. A UNISFA foi aprovada em 27 de junho de 2011 pelo Conselho de Segurança das Nações Unidas na Resolução 1990, após um alargamento do conflito no Cordofão do Sul no início de junho de 2011.  O exército etíope é o maior contribuinte.